# Brockville Park
Pour les articles homonymes, voir Brockville.
Le Brockville Park est un ancien stade de football construit en 1885 et fermé en 2003, et situé à Falkirk.

## Histoire
De sa construction en 1885 à sa fermeture en 2003, il est le stade de l'équipe écossaise de Falkirk.
Le record d'affluence est établi le 21 février 1953 pour la venue du Celtic avec 23 100 spectateurs. La tribune principale était située sur le côté latéral ouest. Les supporteurs adverses était parqués dans la petite tribune nord, le long de Watson Street, tribune qui fut finalement fermée pour des raisons de sécurité. 
Durant son histoire, le Brockville Park a plusieurs fois empêché Falkirk d'obtenir une promotion en Scottish Premier League à cause de critères de sécurité qu'il ne respectait pas. La dernière en date remonte à la saison 2002-03, quand Falkirk a remporté la First Division mais s'est vu refusé la promotion dans l'élite. Face à ce problème, Falkirk avait bien démarché plusieurs clubs pour partager leur stade, mais les règlements de la Scottish Premier League interdisait le partage de stade. Falkirk fut donc obligé de rester en First Division.
Quand Brockville Park fut démoli en 2003 et en attendant la fin de la construction de leur nouveau stade, Falkirk sonda Airdrie United pour utiliser leur Excelsior Stadium et Clyde pour leur Broadwood Stadium mais opta finalement pour les rivaux de Stenhousemuir et leur Ochilview Park pour une saison, avant d'emménager dans leur nouveau stade, le Falkirk Stadium.
Un autre utilisateur du Brockville Park fut Alloa Athletic en 2001 lorsque leur Recreation Park fut jugé trop petit pour accueillir le Celtic en Coupe d'Écosse. Brockville a aussi accueilli des courses de lévriers du 16 juillet 1932 au 15 mai 1935, devenant ainsi le second stade de Falkirk à en accueillir, après le Firs Park. 
Le stade a été détruit à la fin de l'année 2003, après avoir été vendu à la chaîne de supermarché Morrisons. Le supermarché qui y a été construit contient une zone muséale qui rappelle les grandes heures du Brockville Park. Un ancien portillon d'accès du stade a été gardé et est toujours présent sur le parking du magasin.